# Hexatoma (Eriocera) miranda
Hexatoma (Eriocera) miranda is een tweevleugelige uit de familie steltmuggen (Limoniidae). De soort komt voor in het Oriëntaals gebied.